# Torre de la Libertad (Bata)
La Torre de la Libertad es un monumento localizado en la ciudad de Bata en la región continental del país africano de Guinea Ecuatorial. Fue inaugurado el 12 de octubre de 2011 en las fiestas por la independencia de esa nación, que fue oficialmente el 12 de octubre de 1968. La estructura consiste en una torre junto a un paseo marítimo que por la noche cambia de colores gracias a un sistema de iluminación. Entre otras atracciones posee un restaurante giratorio que se localiza en su parte superior.

## Galería

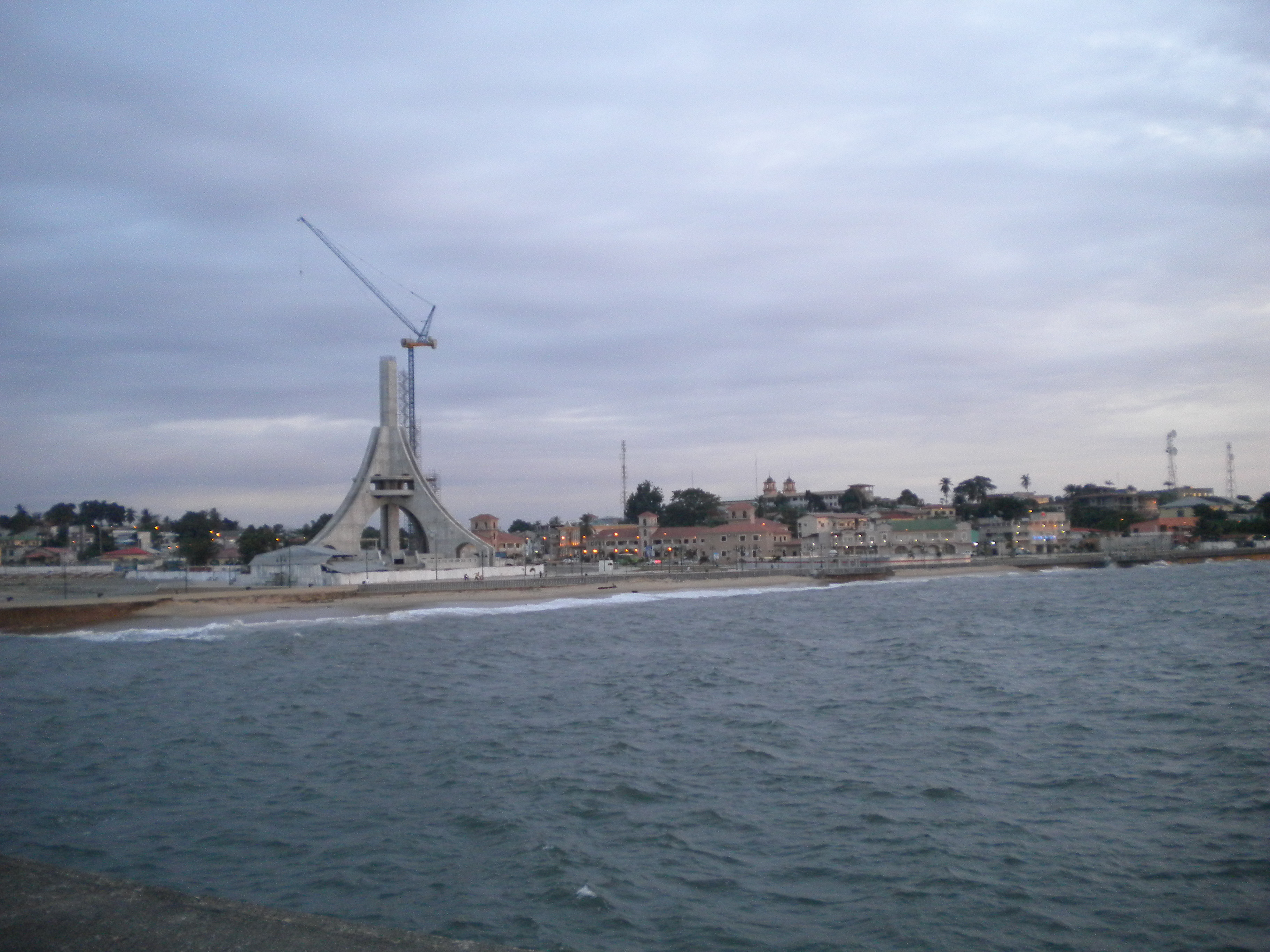
La torre durante su construcción en el año 2010.